# Swiss Global Air Lines
Swiss Global Air Lines, fino al 2015 Swiss European Air Lines, era una compagnia aerea regionale sussidiaria di Swiss International Air Lines per la quale eserciva rotte regionali all'interno dell'Europa da Zurigo e dagli aeroporti di Ginevra e Basilea.
Il 19 aprile 2018, a seguito di un accordo raggiunto dalla società madre con i sindacati, Swiss Global è stata incorporata in Swiss International e ha terminato tutte le operazioni di volo.

## Flotta

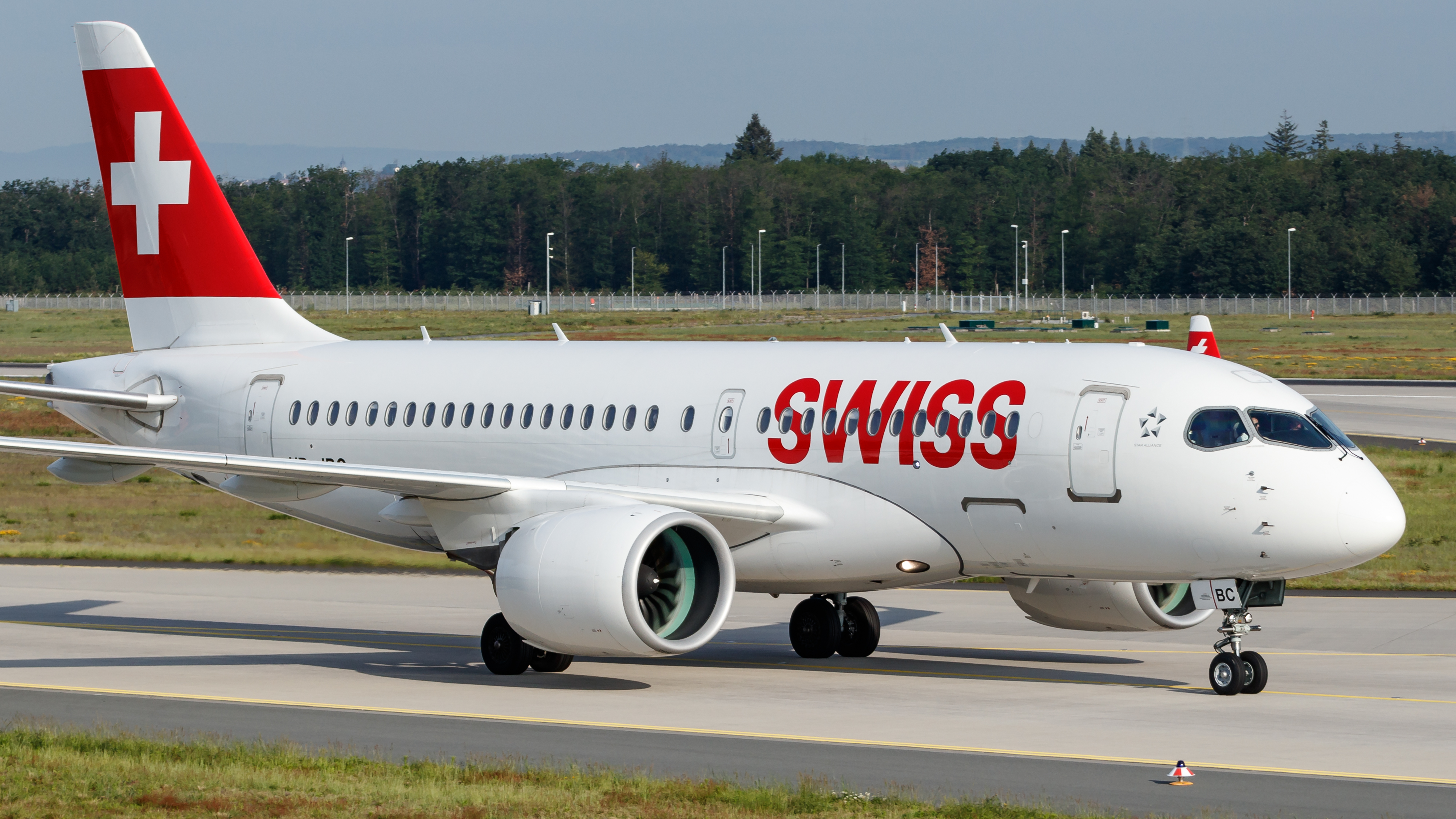
Un Airbus A220-100 della Swiss Global Air Lines.

Al momento della chiusura, il 19 aprile 2018, la flotta di Swiss Global Air Lines era così composta:
A partire dal 2014, gli Avro RJ100 precedentemente in flotta sono stati sostituiti dai nuovi Bombardier CS100.